# Liberia op de Olympische Zomerspelen 1972
Liberia nam deel aan de Olympische Zomerspelen 1972 in München, West-Duitsland. Ook tijdens deze vierde editie werd geen medaille gewonnen.

## Deelnemers en resultaten
(m) = mannen, (v) = vrouwen 

### Atletiek
| Olympiër                                                   | Discipline      | Resultaat | Prestatie                          |
| ---------------------------------------------------------- | --------------- | --------- | ---------------------------------- |
| Andrew Sartee                                              | 100m (m)        | 72e       | serie 2: 8ste in 11,09             |
| Dominic Saidu                                              | 200m (m)        | 45e       | serie 6: 6de in 22,48              |
| Thomas N'Ma                                                | 400m (m)        | 57e       | serie 3: 5de in 49,73              |
| Thomas Howe                                                | 800m (m)        | 54e       | serie 2: 8ste in 2.00,7            |
| Edward Kar                                                 | 1500m (m)       | 61e       | serie 5: 10de in 4.21,4            |
| Andrew Sartee Thomas O’Brien Howe Dominic Saidu Thomas Nma | 4x100m (m)      | DNS       | serie 2: niet gestart              |
| Dennis Freemana                                            | verspringen (m) | DNS       | kwalificatie groep B: niet gestart |

Afghanistan · Albanië · Algerije · Amerikaanse Maagdeneilanden · Argentinië · Australië · Bahama's · Barbados · België · Bermuda · Birma · Bolivia · Bondsrepubliek Duitsland · Brazilië · Brits-Honduras · Bulgarije · Canada · Ceylon · Chili · Colombia · Congo-Brazzaville · Costa Rica · Cuba · Dahomey · Denemarken · Dominicaanse Republiek · Duitse Democratische Republiek · Ecuador · Egypte · El Salvador · Ethiopië · Fiji · Filipijnen · Finland · Frankrijk · Gabon · Ghana · Griekenland · Groot-Brittannië · Guatemala · Guyana · Haïti · Hongarije · Hongkong · Ierland · IJsland · India · Indonesië · Iran · Israël · Italië · Ivoorkust · Jamaica · Japan · Joegoslavië · Kameroen · Kenia · Khmerrepubliek · Koeweit · Lesotho · Libanon · Liberia · Liechtenstein · Luxemburg · Madagaskar · Malawi · Maleisië · Mali · Malta · Marokko · Mexico · Monaco · Mongolië · Nederland · Nederlandse Antillen · Nepal · Nicaragua · Nieuw-Zeeland · Niger · Nigeria · Noord-Korea · Noorwegen · Oeganda · Oostenrijk · Opper-Volta · Pakistan · Panama · Paraguay · Peru · Polen · Portugal · Puerto Rico · Roemenië · San Marino · Saoedi-Arabië · Senegal · Singapore · Soedan · Somalië · Sovjet-Unie · Spanje · Suriname · Swaziland · Syrië · Taiwan · Tanzania · Thailand · Togo · Trinidad en Tobago · Tsjaad · Tsjecho-Slowakije · Tunesië · Turkije · Uruguay · Venezuela · Verenigde Staten · Vietnam · Zambia · Zuid-Korea · Zweden · Zwitserland